# Kanton Lamotte-Beuvron
Lamotte-Beuvron is een voormalig kanton van het Franse departement Loir-et-Cher. Het kanton maakte deel uit van het arrondissement Romorantin-Lanthenay tot het op 22 maart 2015 werd opgeheven, waarop de gemeenten werden opgenomen in het op die dag gevormde kanton La Sologne.

## Gemeenten
Het kanton Lamotte-Beuvron omvatte de volgende gemeenten:
- Chaon
- Chaumont-sur-Tharonne
- Lamotte-Beuvron (hoofdplaats)
- Nouan-le-Fuzelier
- Souvigny-en-Sologne
- Vouzon
- Yvoy-le-Marron